# Zaka (Gounghin)
Pour les articles homonymes, voir Zaka.
Zaka est une commune située dans le département de Gounghin de la province de Kouritenga dans la région du Centre-Est au Burkina Faso.